# Estivaux
Estivaux – miejscowość i gmina we Francji, w regionie Nowa Akwitania, w departamencie Corrèze.
Według danych na rok 1990 gminę zamieszkiwało 340 osób, a gęstość zaludnienia wynosiła 21 osób/km² (wśród 747 gmin Limousin Estivaux plasuje się na 333. miejscu pod względem liczby ludności, natomiast pod względem powierzchni na miejscu 414.).

## Populacja

Populacja Estivaux w latach 1962–2008